# Xanthoparmelia notatica
Xanthoparmelia notatica är en lavart som beskrevs av Elix & U. Becker. Xanthoparmelia notatica ingår i släktet Xanthoparmelia och familjen Parmeliaceae.   Inga underarter finns listade i Catalogue of Life.